# Svojkovice (okres Rokycany)
Svojkovice (německy Swojkowitz) jsou obec v okrese Rokycany v Plzeňském kraji, nad pravým břehem Holoubkovského potoka zhruba 4,5 kilometru severovýchodně od Rokycan. Žije zde 492 obyvatel.
Svojkovice leží na hlavních spojnicích Prahy a Plzně: osu obce tvoří stará silnice II/605, ze severní strany Svojkovice míjí její nástupkyně, dálnice D5 (je zde situován služební exit a středisko správy a údržby dálnice), z jižní strany pak železniční trať 170 (zastávka Svojkovice). Jižně od obce se vypíná dominanta Rokycanska, hora Žďár (630 m), z lesů severovýchodně od Svojkovic vystupuje protáhlé návrší Vydřiduch (513 metrů).

## Název
V letech 1869–1910 nesla obec název Svejkovice, od roku 1921 se nazývá Svojkovice.

## Historie
První písemná zmínka o vesnici pochází z roku 1379.
Dne 19. března 1982 došlo na silnici II/605 k dopravní nehodě, při níž zahynulo sedm osob. Neštěstí se věnuje jeden z dílů televizního pořadu Osudové okamžiky.

## Přírodní poměry
Východní částí katastrálního území Svojkovice protéká potok Chýlava, která se zde vlévá do Holoubkovského potoka. Na levém břehu Chýlavy se nachází přírodní památka Zavírka vyhlášená na ochranu naleziště ordovických fosilií v klabavském souvrství.

## Obyvatelstvo
| Rok            | 1869 | 1880 | 1890 | 1900 | 1910 | 1921 | 1930 | 1950 | 1961 | 1970 | 1980 | 1991 | 2001 | 2011 | 2021 |
| -------------- | ---- | ---- | ---- | ---- | ---- | ---- | ---- | ---- | ---- | ---- | ---- | ---- | ---- | ---- | ---- |
| Počet obyvatel | 413  | 425  | 400  | 384  | 423  | 391  | 365  | 324  | 336  | 299  | 344  | 342  | 366  | 405  | 453  |
| Počet domů     | 43   | 47   | 48   | 49   | 50   | 53   | 64   | 82   | 88   | 92   | 109  | 137  | 148  | 167  | 195  |

## Obecní správa
V roce 1869 Svojkovice byly osadou obce Hůrky v okrese Hořovice. V letech 1880–1950 byly obcí v okrese Hořovice (1880–1890) a později v okrese Rokycany. V letech 1961–1970 patřily jako část obce k Volduchům a od 1. července 1970 do 31. prosince 1979 byly znovu obcí. Od 1. ledna 1980 do 23. listopadu 1990 patřily jako část města k Rokycanům a od 24. listopadu 1990 jsou opět samostatnou obcí. V roce 1880 k obci patřily Hůrky.

### Obecní symboly
Znak a vlajka byly obci uděleny rozhodnutím předsedy Poslanecké sněmovny Parlamentu České republiky dne 6. ledna 2021.

## Pamětihodnosti
- Pomník padlým v první světové válce, poblíž obecního úřadu.
- Bývalá zemědělská usedlost čp. 8 z přelomu 18. a 19. století, kulturní památka, nachází se na západním okraji obce při hlavní silnici mezi Rokycany a Mýtem, za kulturní památku byla prohlášena v roce 1999.
- Krečův akát – rodu Robinia pseudoacacia, nachází se u bývalé zemědělské usedlosti čp. 8, cca 3 m od hlavní silnice mezi Rokycany a Mýtem. Věk stromu je odhadován na min. 150 let, obvod kmene ve výšce 130 cm nad zemí činí 340 cm (dle měření v roce 2009) a pojmenován byl po někdejším majiteli přilehlé usedlosti Josefu Krečovi, starostovi obce Svojkovice v letech 1899–1913, jehož rod se v místě připomíná již v polovině 19. stol. Jeho potomci dodnes uvedenou usedlost a strom vlastní. V roce 2009 byl Krečův akát neúspěšně navržen k prohlášení za památný.
- Nepatrné pozůstatky hradu Vydřiduch

## Osobnosti
- Václav Šterner (1908–1976), politik